# Ograde (Czarnogóra)
Ograde (cyr. Ограде) – wieś w Czarnogórze, w gminie Bijelo Polje. W 2011 roku liczyła 30 mieszkańców.